# Novsko ždrilo
Novsko ždrilo je morski prolaz između Novigradskog mora i Velebitskog kanala. 

## Opis
Tjesnac je dug 4 km. Širok je do 400 m i dubok do 30 m. Preko ždrila su izgrađena dva mosta, stari i novi Maslenički most.

## Domovinski rat
Pobunjeni Srbi potpomognuti snagama JNA u svojim nakanama komadanja Hrvatske 1991. godine gotovo su uspjeli na području Novskoga ždrila. Neprijatelj je u početnim silovitim napadajima komunikacijski presjekao Hrvatsku na dva dijela ugrozivši čitavo Hrvatsko primorje. Time je zapriječio prometnu i gospodarsku povezanost između sjevera i juga Hrvatske, a čitav se promet otežano odvijao preko otoka Paga gdje je zbog nevremena često bio u prekidu trajektni promet. Hrvatski puk u Dalmaciji, ali i onaj u Herceg Bosni, kojem se u to vrijeme jedino tim putem mogla dostavljati pomoć, bio je doveden u gotovo nemoguću situaciju.
U Domovinskom ratu stari most bio je napadan i srušen. Operacijom Maslenica početkom 1993. oslobođeno je Novsko ždrilo i širi prostor Maslenice, a potom je kao privremeno rješenje izgrađen pontonski most, kako bi nadomjestio srušeni Maslenički most. Most je inače bio dug 279 m i sastojao se od 5 teglenica i 6 prijelaznih mostića, a širina mu je bila 7,6 m. Četnici su ga redovito gađali, ponekad su i potopili poneki njegov dio, ali most je i dalje plutao i služio svojoj svrsi.

## Vanjske poveznice
|  | Zajednički poslužitelj ima još gradiva o temi Novsko ždrilo |